# Звід пам'яток історії та культури України: Полтавська область. Гадяцький район
Звід пам'яток історії та культури України: Полтавська область. Гадяцький район — видання у серії публікацій «Звід пам'яток історії та культури України: Полтавська область», про багатство культурно-історичної спадщини, а також про природоохоронні об'єкти, що знаходяться на землях Гадяцького району Полтавської області.
У книгу увійшло 496 статей про пам'ятки району, у тому числі комплексні.
- 146 присвячені пам'яткам археології,
- 301 − історії,
- 26 − архітектури,
- 4 − мистецтва,
- 2 − техніки,
- 48 − природоохоронним об'єктам

| № пп | Населений пункт        | Назва об'єкту | Тип 1       | Тип 2       | Тип 3       |
| ---- | ---------------------- | --- | ----------- | ----------- | ----------- |
| 1    | Гадяч, м.              | Дуб черешчатий — ботанічна пам'ятка природи місцевого значення (природа) | природа     |             | дуби        |
| 2    | Гадяч, м.              | Дуб черешчатий — ботанічна пам'ятка природи місцевого значення (природа) | природа     |             | дуби        |
| 3    | Гадяч, м.              | Урочище «Галочка» — ботанічна пам'ятка природи місцевого значення (природа) | природа     |             |             |
| 4    | Гадяч, м.              | Городище давньоруського (?) часу, залишки укріплень та культурні нашарування полкового і сотенного містечка Гадяч козацької доби (XVII—XVIII ст.) пункт Гадяч І (археол.) | археологія  |             |             |
| 5    | Гадяч, м.              | Братська могила жертв нацизму (1941) (іст.) | історія     |             | (1941—1945) |
| 6    | Гадяч, м.              | Братська могила учасників громадянської війни (1918—1922) (іст.) | історія     |             | (1918—1921) |
| 7    | Гадяч, м.              | Будинок в'язниці (Гадяцький тюремний замок), де перебував Тесленко А. Ю. (1907—1908) (іст.) | історія     |             |             |
| 8    | Гадяч, м.              | Будинок Гадяцького повітового дворянського зібрання (іст., архітектура) | історія     | архітектура |             |
| 9    | Гадяч, м.              | Будинок Гадяцької повітової земської лікарні, (1914) (іст., архітектура) | історія     | архітектура |             |
| 10   | Гадяч, м.              | Будинок колишньої Гадяцької жіночої гімназії (1911), в якому розміщувались евакогостіпалі № 3399 та № 6060 (іст., ахітектура) | історія     | архітектура |             |
| 11   | Гадяч, м.              | Будинок Гадяцького повітового суду, в якому працював Мирний Панас (Рудченко Панас Якович) (іст., архітектура) | історія     | архітектура |             |
| 12   | Гадяч, м.              | Будинок початкової школи (1872) (іст., архітектура) | історія     | архітектура |             |
| 13   | Гадяч, м.              | Будинок редакції газети «Рідний край», в якому працювала Пчілка Олена (Косач Ольга Петрівна). (1917—1919) (іст., архітектура) | історія     | архітектура |             |
| 14   | Гадяч, м.              | Будинок, у якому жив Панас Мирний (Рудченко Панас Якович). (1859) (іст.) | історія     |             |             |
| 15   | Гадяч, м.              | Будинок Гадяцької чоловічої гімназії (1902), в якій навчався Духов М. Л., працювали Андрієвський М. К., Ісметов О. О. (іст.) | історія     |             |             |
| 16   | Гадяч, м.              | Військові захоронення: братські могили (8) радянських воїнів, братська могила партизанів, жертв нацизму (1) (1941—1943, 1956, 2009) (іст.) | історія     |             | (1941—1945) |
| 17   | Гадяч, м.              | Кладовище єврейське міське (іст.) | історія     |             |             |
| 18   | Гадяч, м.              | Кладовище центральне міське (іст.) | історія     |             |             |
| 19   | Гадяч, м.              | Меморіальний комплекс: братські могили радянських воїнів (1941, 1943), партизанів, підпільників, жертв нацизму (1941—1943); могила Степаненка Василя Михайловича (1941); могила Корзуна Павла Петровича (1943); пам'ятний знак полеглим землякам (1987), пам'ятний знак «Втеча з пекла» (2010). (іст.) | історія     |             |             |
| 20   | Гадяч, м.              | Місце розстрілу та братська могила жертв нацизму (1941—1943) (іст.) | історія     |             | (1941—1945) |
| 21   | Гадяч, м.              | Місце садиби родини Косачів, в якому жила Косач-Квітка Лариса Петрівна (Леся Українка) (1893—1906), проживала Косач О. П. (Олена Пчілка) (1913—1924), бував М. П. Драгоманов (іст.) | історія     |             |             |
| 22   | Гадяч, м.              | Могила Андрієвського Михайла Костянтиновича (1998) (іст.) | історія     |             |             |
| 23   | Гадяч, м.              | Могила Білохи Сергія Григоровича (1984) (іст.) | історія     |             |             |
| 23,1 | Гадяч, м.              | Могила Граніта Андрія Васильовича (1970) (іст.) | історія     |             |             |
| 24   | Гадяч, м.              | Могила Коблицького Павла Васильовича. 1919 (іст.) | історія     |             |             |
| 25   | Гадяч, м.              | Могила Козаченка Сергія Володимировича (1987) (іст.) | історія     |             |             |
| 26   | Гадяч, м.              | Могила Костяна Олексія Панасовича (2009) (іст.) | історія     |             |             |
| 27   | Гадяч, м.              | Могила Лимоня Миколи Федоровича (1979) (іст.) | історія     |             |             |
| 28   | Гадяч, м.              | Могила Макарової Антоніни Семенівни (1963) (іст.) | історія     |             |             |
| 29   | Гадяч, м.              | Могила Плутенка Миколи Михайловича (2001) (іст.) | історія     |             |             |
| 30   | Гадяч, м.              | Могила Позивайла Михайла Феодосійовича (1999) (іст.) | історія     |             |             |
| 31   | Гадяч, м.              | Могила радянського воїна (1943) (іст.) | історія     |             | (1941—1945) |
| 32   | Гадяч, м.              | Могила Героя Соціалістичної Праці Чирвона Михайла Онисимовича (1989) (іст.) | історія     |             |             |
| 33   | Гадяч, м.              | Могила Чирки Миколи Спиридоновича (1995) (іст.) | історія     |             |             |
| 34   | Гадяч, м.              | Могила Швидкого Сергія Дмитровича (1985) (іст.) | історія     |             |             |
| 35   | Гадяч, м.              | Пам'ятна дошка на честь перебування в місті Лесі Українки (1961) (іст.) | історія     |             |             |
| 36   | Гадяч, м.              | Пам'ятна дошка на честь підпільних партійних організацій Гадяцького району (1985) (іст.) | історія     |             |             |
| 37   | Гадяч, м.              | Пам'ятний знак воїнам 40-ї та 47-ї Армій, що звільнили місто від гітлерівських загарбників (1983) (іст.) | історія     |             |             |
| 38   | Гадяч, м.              | Пам'ятний знак до 350-річчя проголошення Гадяча гетьманською столицею України (іст.) | історія     |             |             |
| 39   | Гадяч, м.              | Пам'ятний знак жертвам Голодомору 1932—1933 (іст.) | історія     |             | (1932—1933) |
| 40   | Гадяч, м.              | Пам'ятний знак родині Драгоманових (1995) (мист.) | мистецтво   |             |             |
| 41   | Гадяч, м.              | Пам'ятний знак учасникам бойових дій на території інших держав (2004) (іст.) | історія     |             |             |
| 42   | Гадяч, м.              | Пам'ятний знак учасникам ліквідації аварії на Чорнобильській АЕС (2004) (іст.) | історія     |             |             |
| 43   | Гадяч, м.              | Пам'ятник Корзуну Павлу Петровичу (1958) (мист.) | мистецтво   |             |             |
| 44   | Гадяч, м.              | Пам'ятник Коху Роберту (1960-ті) (іст.) | історія     |             |             |
| 45   | Гадяч, м.              | Пам'ятник Марксу Карлу (1966) (іст.) | історія     |             |             |
| 46   | Гадяч, м.              | Пам'ятник Шевченку Тарасу Григоровичу (2013) (іст., мистецтво) | історія     | мистецтво   | Шевченко    |
| 47   | Гадяч, м.              | Пам'ятник Ульянову (Леніну) В. І. (1981) (іст.) | історія     |             | ленін       |
| 48   | Гадяч, м.              | Санаторій туберкульозний (1913) (іст., архітектура) | історія     | архітектура |             |
| 49   | Гадяч, м.              | Синагога (XIX ст.) (іст., архітектура) | історія     | архітектура |             |
| 50   | Гадяч, м.              | Спиртзаводу Гадяцького будинок (1890) (іст., архітектура) | історія     | архітектура |             |
| 51   | Гадяч, м.              | Торгові ряди — будинок Варшавського В. І. (XIX ст.) (іст., архітектура) | історія     | архітектура |             |
| 52   | Гадяч, м.              | Трактор «Універсал-2» (іст., техніка) | історія     | Техніка     |             |
| 53   | Гадяч, м.              | Церква в ім'я Всіх святих (Всіхсвятська церква) (1836) (іст., архітектура) | історія     | архітектура | церква      |
| 54   | Гадяч, м.              | Церква на честь Покрова Пресвятої Богородиці (іст., архітектура) | історія     | архітектура | церква      |
| 55   | Бакути, с.             | Курганний могильник І (археол.) | археологія  |             | курган      |
| 56   | Бакути, с.             | Курганний могильник II (археол.) | археологія  |             | курган      |
| 57   | Бакути, с.             | Курганний могильник III, майдан І, пізнє середньовіччя (археол.) | археологія  |             | курган      |
| 58   | Бакути, с.             | Курганний могильник IV (археол.) | археологія  |             | курган      |
| 59   | Бакути, с.             | Курганний могильник V (археол.) | археологія  |             | курган      |
| 60   | Бакути, с.             | Курган І (археол.) | археологія  |             | курган      |
| 61   | Бакути, с.             | Курган II (археол.) | археологія  |             | курган      |
| 62   | Бакути, с.             | Курган III (археол.) | археологія  |             | курган      |
| 63   | Бакути, с.             | Курган IV, група майданів І, пізнє середньовіччя (археол.) | археологія  |             | курган      |
| 64   | Бакути, с.             | Могила Нікуліна Михайла Івановича (1943), пам'ятний знак полеглим землякам (1968) (іст.) | історія     |             |             |
| 65   | Бакути, с.             | Пам'ятний знак жертвам Голодомору 1932—1933 рр. (іст.) | історія     |             | (1932—1933) |
| 66   | Березова Лука, с.      | Перевалкове — заповідне урочище (природа) | природа     |             |             |
| 67   | Березова Лука, с.      | Яри-Загатки — заповідне урочище місцевого значення (природа) | природа     |             |             |
| 68   | Березова Лука, с.      | Курганний могильник І Королевої Могили (археол.) | археологія  |             | курган      |
| 69   | Березова Лука, с.      | Курган І (археол.) | історія     |             |             |
| 70   | Березова Лука, с.      | Братська могила радянських воїнів (1943) (іст.) | історія     |             | (1941—1945) |
| 71   | Березова Лука, с.      | Братська могила радянських воїнів (1943) (іст.) | історія     |             | (1941—1945) |
| 72   | Березова Лука, с.      | Братська могила радянських воїнів (1943), пам'ятний знак полеглим землякам (1958) (іст.) | історія     |             | (1941—1945) |
| 73   | Березова Лука, с.      | Братські могили (2) жертв нацизму (1941—1943) (іст.) | історія     |             | (1941—1945) |
| 74   | Березова Лука, с.      | Могила Заморія Прокопа Павловича (1942) (іст.) | історія     |             |             |
| 75   | Березова Лука, с.      | Пам'ятний знак жертвам Голодомору 1932—1933 рр. (іст.) | історія     |             | (1932—1933) |
| 76   | Біленченківка, с.      | Братська могила радянських воїнів (1943), пам'ятний знак полеглим землякам (1967, 1973) (іст.) | історія     |             | (1941—1945) |
| 77   | Біленченківка, с.      | Могила Кравченка Олександра Івановича (1982) (іст.) | історія     |             |             |
| 78   | Біленченківка, с.      | Пам'ятний знак жертвам Голодомору 1932—1933 рр. (іст.) | історія     |             | (1932—1933) |
| 79   | Біленченківка, с.      | Пам'ятник Пушкіну Олександру Сергійовичу (1953, 1982) (іст.) | історія     |             |             |
| 80   | Березова Лука, с.      | Пам'ятник Шевченку Тарасу Григоровичу (1953,1982) (іст.) | історія     |             | Шевченко    |
| 81   | Бірки, с.              | Братська могила радянських воїнів (1943), пам'ятний знак полеглим землякам (1952, 1975) (іст.) | історія     |             | (1941—1945) |
| 82   | Бірки, с.              | Могила Ємця Михайла Олексійовича (1984) (іст.) | історія     |             |             |
| 83   | Бобрик, с.             | Масюкове — заповідне урочище місцевого значення (природа) | природа     |             |             |
| 84   | Бобрик, с.             | Стійбища доби бронзи Бобрик І сліди (археол.) | археологія  |             |             |
| 85   | Бобрик, с.             | Стійбища доби бронзи Бобрик II сліди (археол.) | археологія  |             |             |
| 86   | Бобрик, с.             | Стійбища доби бронзи сліди, поселення ранньослов'янського часу Бобрик III (археол.) | археологія  |             |             |
| 87   | Бобрик, с.             | Стоянка доби пізнього неоліту (IV—III тис. до н. е.), поселення епохи бронзи (II тис. до н. е.), сліди селища скіфського часу (VII—IV ст. до н. е.) Бобрик IV (археол.) | археологія  |             |             |
| 88   | Бобрик, с.             | Стійбища раннього залізного віку (?) Бобрик V сліди (археол.) | археологія  |             |             |
| 89   | Бобрик, с.             | Стоянка Бобрик VI (доба пізнього неоліту, IV—III тис. до н. е.), селище (скіфський час, VII—IV ст. до н. е.) (археол.) | археологія  |             |             |
| 90   | Бобрик, с.             | Поселення ранньослов'янського часу (?) Бобрик VII сліди (археол.) | археологія  |             |             |
| 91   | Бобрик, с.             | Стійбища доби бронзи Бобрик VIII сліди (археол.) | археологія  |             |             |
| 92   | Бобрик, с.             | Стійбища доби бронзи, поселення ранньослов'янського часу (?) сліди, залишки Вознесенського Бистринського (Буктринського) монастиря XVIII ст., пункт Бобрик IX (археол.) | археологія  |             |             |
| 93   | Бобрик, с.             | Курганний могильник І (археол.) | археологія  |             | курган      |
| 94   | Бобрик, с.             | Братська могила радянських воїнів (1943) (іст.) | історія     |             | (1941—1945) |
| 95   | Бобрик, с.             | Братська могила радянських воїнів (1941, 1943), пам'ятний знак полеглим землякам (1962) (іст.) | історія     |             | (1941—1945) |
| 96   | Бобрик, с.             | Могила Діхтяря Данила Митрофановича 1920 (іст.) | історія     |             |             |
| 97   | Бобрик, с.             | Могила радянського воїна (1943) (іст.) | історія     |             | (1941—1945) |
| 98   | Бобрик, с.             | Могила радянського воїна (1943) (іст.) | історія     |             | (1941—1945) |
| 99   | Бобрик, с.             | Пам'ятний знак жертвам Голодомору 1932—1933 рр. (іст.) | історія     |             | (1932—1933) |
| 100  | Бобрик, с.             | Пам'ятник Діхтярю Данилу Митрофановичу (1965, 1983) (іст.) | історія     |             |             |
| 101  | Бобрик, с.             | Пам'ятник Щорсу Миколі Олександровичу (1967) (іст.) | історія     |             |             |
| 102  | Бобрик, м.             | Садиба Масюкових (1807) (іст., архітектура) | історія     | архітектура |             |
| 103  | Бобрик, с.             | Церква в ім'я Покрови Пресвятої Богородиці (нині Вознесіння Христового) (іст., архітектура) | історія     | архітектура | церква      |
| 104  | Броварки, с.           | Городище, селище і курганний могильник ранньослов'янського та давньоруського часів (IX—XIII ст. н.є.), Броварки І (археол.) | археологія  |             |             |
| 105  | Броварки, с.           | Селище скіфського часу Броварки II (VI—IV ст. до н. е.) (археол.) | археологія  |             |             |
| 106  | Броварки, с.           | Селище скіфського часу (VI—IV ст. до н. е.) Броварки III (археол.) | археологія  |             |             |
| 107  | Броварки, с.           | Броварківський курганний могильник скіфського часу (VI—IV ст. до н. е.), (археол.) | археологія  |             |             |
| 108  | Броварки, с.           | Братська могила радянських воїнів (1943) (іст.) | історія     |             | (1941—1945) |
| 109  | Броварки, с.           | Пам'ятний знак жертвам Голодомору 1932—1933 рр. (іст.) | історія     |             | (1932—1933) |
| 110  | Броварки, с.           | Пам'ятний знак полеглим землякам (1962) (іст.) | історія     |             |             |
| 111  | Велике, с.             | Курган І (археол.) | археологія  |             | курган      |
| 112  | Велике, с.             | Курган II (археол.) | археологія  |             | курган      |
| 113  | Велике, с.             | Братська могила радянських воїнів (1943) (іст.) | історія     |             | (1941—1945) |
| 114  | Великі Будища, с.      | Дуб черешчатий — ботанічна пам'ятка природи місцевого значення (природа) | природа     |             | дуби        |
| 115  | Великі Будища, с.      | Курган І (археол.) | археологія  |             | курган      |
| 116  | Великі Будища, с.      | Братська могила радянських воїнів (1941,1943), пам'ятний знак полеглим землякам (1967) (іст.) | історія     |             | (1941—1945) |
| 117  | Великі Будища, с.      | Місце поховання жертв Голодомору 1932—1933 рр. (іст.) | історія     |             | (1932—1933) |
| 118  | Великі Будища, с.      | Місце поховання жертв Голодомору 1932—1933 рр. (іст.) | історія     |             | (1932—1933) |
| 119  | Великі Будища, с.      | Місце поховання жертв Голодомору 1932—1933 рр. (іст.) | історія     |             | (1932—1933) |
| 120  | Великі Будища, с.      | Могили (2) учасників громадянської війни (1918, 1920) (іст.) | історія     |             |             |
| 121  | Великі Будища, с.      | Пам'ятник Ульянову (Леніну) Володимиру Іллічу (1967) (іст.) | історія     |             | ленін       |
| 122  | Вельбівка, с.          | Гадяцький бір — ботанічний заказник місцевого значення (природа) | природа     |             |             |
| 123  | Вельбівка, с.          | Гадяцький бір — ботанічна пам'ятка природи місцевого значення.(природа) | природа     |             |             |
| 124  | Вельбівка, с.          | Гадяцький бір — заповідне урочище (природа) | природа     |             |             |
| 125  | Вельбівка, с.          | Гадяцький бір — заповідне урочище (природа) | природа     |             |             |
| 126  | Вельбівка, с.          | Гадяцький регіональний ландшафтний парк (природа) | природа     |             |             |
| 127  | Вельбівка, с.          | Стоянка кам'яного віку Вельбівка І (археол.) | археологія  |             |             |
| 128  | Вельбівка, с.          | Поселення скіфського часу та ранньослов'янського (?) часів Вельбівка II (археол.) | археологія  |             |             |
| 129  | Вельбівка, с.          | Курган (археол.) | археологія  |             | курган      |
| 130  | Вельбівка, с.          | Братська могила радянських воїнів (1943) (іст.) | історія     |             | (1941—1945) |
| 131  | Вельбівка, с.          | Братські могили (2) учасників громадянської війни (1921), (2) радянських воїнів (1943), могила Тарабана Петра Павловича (1941) (іст.) | історія     |             | (1941—1945) |
| 132  | Вельбівка, с.          | Могила Воробйової Ганни Андріївни (1943) (іст.) | історія     |             |             |
| 133  | Вельбівка, с.          | Могили (2) радянських воїнів (1943) (іст.) | історія     |             |             |
| 134  | Вельбівка, с.          | Пам'ятне місце бою партизанів (1942) (іст.) | історія     |             |             |
| 135  | Вельбівка, с.          | Пам'ятний знак жертвам Голодомору 1932—1933 (іст.) | історія     |             | (1932—1933) |
| 136  | Вельбівка, с.          | Пам'ятний знак жертвам Голодомору 1932—1933 (іст.) | історія     |             | (1932—1933) |
| 137  | Вельбівка, с.          | Пам'ятний знак полеглим землякам 1967 (іст.) | історія     |             |             |
| 138  | Вельбівка, с.          | Пам'ятник Ульянову (Леніну) Володимиру Іллічу 1967 (іст.) | історія     |             | ленін       |
| 139  | Вельбівка, с.          | Церква в ім'я Святої Живоначальної Трійці (Троїцька церква) (архітектура) | архітектура |             | церква      |
| 140  | Венеславівка, с.       | Курган 1 (археол.) | археологія  |             | курган      |
| 141  | Венеславівка, с.       | Братська могила радянських воїнів 1943, пам'ятний знак на честь полеглих воїнів-земляків 1958 (іст.) | історія     |             | (1941—1945) |
| 142  | Венеславівка, с.       | Могила Стогнія Мефодія Наумовича (іст.) | історія     |             |             |
| 143  | Веприк, с.             | Березовий гайок — ботанічна пам'ятка природи місцевого значення (природа) | природа     |             |             |
| 144  | Веприк, с.             | Гадяцький бір — заповідне урочище (природа) | природа     |             |             |
| 145  | Веприк, с.             | Гай-Займи — заповідне урочище місцевого значення (природа) | природа     |             |             |
| 146  | Веприк, с.             | Залишки укріплень сотенного містечка Веприк козацької доби (XVII—XVIII ст.), пункт Веприк І (археол.) | археологія  |             |             |
| 147  | Веприк, с.             | Курганний могильник І (археол.) | археологія  |             | курган      |
| 148  | Веприк, с.             | Курганний могильник II (археол.) | археологія  |             | курган      |
| 149  | Веприк, с.             | Курганний могильник III (археол.) | археологія  |             | курган      |
| 150  | Веприк, с.             | Курганний могильник IV, майдан 1, пізнє середньовіччя (археол.) | археологія  |             | курган      |
| 151  | Веприк, с.             | Курганний могильник V (археол.) | археологія  |             | курган      |
| 152  | Веприк, с.             | Курган (археол.) | археологія  |             | курган      |
| 153  | Веприк, с.             | Братська могила радянських воїнів (1943) (іст.) | історія     |             | (1941—1945) |
| 154  | Веприк, с.             | Братська могила радянських воїнів (1943), пам'ятний знак полеглим землякам (1956, 1980) (іст.) | історія     |             | (1941—1945) |
| 155  | Веприк, с.             | Братська могила учасників громадянської війни (1920, 1923, 1925, 1930) (іст.) | історія     |             | (1918—1921) |
| 156  | Веприк, с.             | Будинок адміністративний СТОВ ім. М. Л. Духова, в якому працював Кизь Іван Іванович (іст.) | історія     |             |             |
| 157  | Веприк, с.             | Будинок земської школи, в якому в 1912—1916 рр. навчався Духов Микола Леонідович (іст.) | історія     |             |             |
| 158  | Веприк, с.             | Заводу цукрового адміністративний будинок (іст., архітектура) | історія     | архітектура |             |
| 159  | Веприк, с.             | Могила Кизя Івана Івановича (іст.) | історія     |             |             |
| 160  | Веприк, с.             | Пам'ятний знак жертвам Голодомору 1932—1933 рр. (іст.) | історія     |             | (1932—1933) |
| 161  | Веприк, с.             | Пам'ятник Духову Миколі Леонідовичу (1981) (мист.) | мистецтво   |             |             |
| 162  | Веприк, с.             | Пам'ятник Улянову (Леніну) Володимиру Іллічу (1968) (іст.) | історія     |             | ленін       |
| 163  | Веприк, с.             | Садиба Масюкових. (будинок, у якому в 1920—1922 рр. працював Духов Микола Леонідович) (1805) (іст.) | історія     |             |             |
| 164  | Веприк, с.             | Церква в ім'я Святого Миколая (Миколаївська церква) (1823) (архітектура) | архітектура |             | церква      |
| 165  | Веприк, с.             | Церква в ім'я Успіння Пресвятої Богородиці (Успенська церква) (1821) (архітектура) | архітектура |             | церква      |
| 166  | Ветхалівка, с.         | Братська могила радянських воїнів (1943), пам'ятний знак полеглим землякам (1958) (іст.) | історія     |             | (1941—1945) |
| 167  | Вечірчине, с.          | Курганний могильник (археол.) | археологія  |             | курган      |
| 168  | Вирішальне, с.         | Курганний могильник (археол.) | археологія  |             | курган      |
| 169  | Воронівщина, с.        | Курганний могильник (археол.) | археологія  |             | курган      |
| 170  | Воронівщина, с.        | Братська могила радянських воїнів (1943) (іст.) | історія     |             | (1941—1945) |
| 171  | Глибока Долина, с.     | Братська могила радянських воїнів (1943), пам'ятний знак полеглим землякам (1985) (іст.) | історія     |             | (1941—1945) |
| 172  | Глибока Долина, с.     | Братська могила учасників громадянської війни (1919) (іст.) | історія     |             | (1918—1921) |
| 173  | Глибока Долина, с.     | Могила Крохмального Євдокима Михайловича (1919) (іст.) | історія     |             |             |
| 174  | Гречанівка, с.         | Весело-Мирське — ландшафтний заказник місцевого значення (природа) | природа     |             |             |
| 175  | Гречанівка, с.         | Діброво-Кобрієве — заповідне урочище місцевого значення (природа) | природа     |             |             |
| 176  | Гречанівка, с.         | Братська могила радянських воїнів (1943), пам'ятний знак полеглим землякам (1971) (іст.) | історія     |             | (1941—1945) |
| 177  | Гречанівка, с.         | Могила Полив'яного Василя Петровича (1943) (іст.) | історія     |             |             |
| 178  | Гречанівка, с.         | Могила радянського активіста Підгайка Антона Свиридовича (1934) (іст.) | історія     |             |             |
| 179  | Гречанівка, с.         | Могила радянського активіста Пуця Дмитра Олексійовича (1927) (іст.) | історія     |             | могила      |
| 180  | Гречанівка, с.         | Могила учасника громадянської війни Романенка Мусія Даниловича (1919) (іст.) | історія     |             |             |
| 181  | Гречанівка, с.         | Пам'ятний знак жертвам Голодомору 1932—1933 рр. (іст.) | історія     |             | (1932—1933) |
| 182  | Грипаки, с.            | Курганний могильник (археол.) | археологія  |             | курган      |
| 183  | Грипаки, с.            | Курган (археол.) | археологія  |             | курган      |
| 184  | Донцівщина, с.         | Курган І (археол.) | археологія  |             | курган      |
| 185  | Донцівщина, с.         | Курган II (археол.) | археологія  |             | курган      |
| 186  | Дучинці, с.            | Селище та ґрунтовий могильник скіфського часу (VI—IV ст. до н. е.), Дучинці І (археол.) | археологія  |             |             |
| 187  | Дучинці, с.            | Курган (археол.). | археологія  |             | курган      |
| 188  | Дучинці, с.            | Дучинський курганний могильник скіфського часу (VI—IV ст. до н. е.), Курганний могильник (археол.) | археологія  |             |             |
| 189  | Дучинці, с.            | Місце поховання жертв Голодомору 1932—1933 рр. (іст.) | історія     |             | (1932—1933) |
| 190  | Дучинці, с.            | Могила Карпунова Григорія Дмитровича (1943) (іст.) | історія     |             |             |
| 191  | Дучинці, с.            | Пам'ятний знак полеглим землякам (1986) (іст.) | історія     |             |             |
| 192  | Жовтневе, с.           | Курган (археол.) | археологія  |             | курган      |
| 193  | Запсільське, с.        | Могила радянського воїна (1943) (іст.) | історія     |             | (1941—1945) |
| 194  | Змажине, с.            | Курган І (археол.) | археологія  |             | курган      |
| 195  | Змажине, с.            | Курган II (археол.) | археологія  |             | курган      |
| 196  | Змажине, с.            | Пам'ятний знак жертвам Голодомору 1932—1933 рр. (іст.) | історія     |             | (1932—1933) |
| 197  | Качанове, с.           | Курганний могильник (археол.) | археологія  |             | курган      |
| 198  | Качанове, с.           | Братська могила радянських воїнів (1941, 1943), пам'ятний знак на честь полеглих воїнів-земляків (1960, 1980) (іст.) | історія     |             | (1941—1945) |
| 199  | Качанове, с.           | Пам'ятний знак жертвам Голодомору 1932—1933 рр. (іст.) | історія     |             | (1932—1933) |
| 200  | Кияшківське, с.        | Курган (археол.) | археологія  |             | курган      |
| 201  | Кіблицьке, с.          | Курганний могильник (археол.) | археологія  |             | курган      |
| 202  | Книшівка, с.           | Дубина — ботанічний заказник місцевого значення (природа) | природа     |             | дуби        |
| 203  | Книшівка, с.           | Книшівська гора — ботанічний заказник місцевого значення (природа) | природа     |             |             |
| 204  | Книшівка, с.           | Городище скіфського часу (VII—IV ст. до н. е.), пункт Книшівка І (археол.) | археологія  |             |             |
| 205  | Книшівка, с.           | Городище та селище ранньослов'янського й давньоруського часів (VIII—XIII ст.), пункт Книшівка II (археол.) | археологія  |             |             |
| 206  | Книшівка, с.           | Селище скіфського часу (VI—IV ст. до н. е.) Книшівка III (археол.) | археологія  |             |             |
| 207  | Книшівка, с.           | Місце розташування Преображенського скиту кінця XVII—XVIII ст., пункт Книшівка IV (археол.) | археологія  |             |             |
| 208  | Книшівка, с.           | Братська могила радянських воїнів (1943) (іст.) | історія     |             | (1941—1945) |
| 209  | Книшівка, с.           | Місце поховання жертв Голодомору 1932—1933 рр. (іст.) | історія     |             | (1932—1933) |
| 210  | Книшівка, с.           | Могила Інзика Івана Петровича (1985) (іст.) | історія     |             |             |
| 211  | Книшівка, с.           | Могили (3) жертв нацизму (1943) (іст.) | історія     |             |             |
| 212  | Книшівка, с.           | Пам'ятне місце, де проходила нарада командирів партизанських загонів та Полтавського підпільного обкому КП(б)У (1941) (іст.) | історія     |             |             |
| 213  | Книшівка, с.           | Пам'ятний знак жертвам Голодомору 1932—1933 рр. (іст.) | історія     |             | (1932—1933) |
| 214  | Книшівка, с.           | Пам'ятний знак полеглим землякам (1968) (іст.) | історія     |             |             |
| 215  | Коновалове, с.         | Братська могила радянських воїнів (1943), пам'ятний знак полеглим землякам (1967) (іст.) | історія     |             | (1941—1945) |
| 216  | Коновалове, с.         | Пам'ятний знак жертвам Голодомору 1932—1933 рр. (іст.) | історія     |             | (1932—1933) |
| 217  | Крамарщина, с.         | Курганний могильник (археол.) | археологія  |             | курган      |
| 218  | Крамарщина, с.         | Курган І (археол.) | археологія  |             | курган      |
| 219  | Крамарщина, с.         | Курган II (археол.) | археологія  |             | курган      |
| 220  | Крамарщина, с.         | Могила Михайлика Григорія Михейовича (1935) (іст.) | історія     |             |             |
| 221  | Красна Лука, с.        | Дуби черешчаті — ботанічна пам'ятка природи місцевого значення (природа) | природа     |             | дуби        |
| 222  | Красна Лука, с.        | Краснолуцький гай — ботанічна пам'ятка природи місцевого значення (природа) | природа     |             |             |
| 223  | Красна Лука, с.        | Сосновий гай — заповідне урочище (природа) | природа     |             |             |
| 224  | Красна Лука, с.        | Братська могила радянських воїнів (1943) (іст.) | історія     |             | (1941—1945) |
| 225  | Красна Лука, с.        | Братська могила радянських воїнів (1943), пам'ятний знак полеглим землякам (1958) (іст.) | історія     |             | (1941—1945) |
| 226  | Красна Лука, с.        | Братська могила учасників громадянської війни (1919—1920) (іст.) | історія     |             | (1918—1921) |
| 227  | Красна Лука, с.        | Братські могили (2) радянських воїнів (1943) (іст.) | історія     |             | (1941—1945) |
| 228  | Красна Лука, с.        | Місце поховання жертв Голодомору 1932—1933 рр. (іст.) | історія     |             | (1932—1933) |
| 229  | Красна Лука, с.        | Могили жертв Голодомору 1932—1933 рр. (іст.) | історія     |             |             |
| 230  | Красна Лука, с.        | Пам'ятний знак жертвам Голодомору 1932—1933 рр. (іст.) | історія     |             | (1932—1933) |
| 231  | Краснознаменка, с.     | Артополот — гідрологічний заказник місцевого значення (природа) | природа     |             |             |
| 232  | Краснознаменка, с.     | Дуб черешчатий — ботанічна пам'ятка природи місцевого значення (природа) | природа     |             | дуби        |
| 233  | Краснознаменка, с.     | Русиново-Дубина — ботанічний заказник місцевого значення (природа) | природа     |             |             |
| 234  | Краснознаменка, с.     | Стоянка (доба верхнього палеоліту) Краснознаменка І (археол.) | археологія  |             |             |
| 235  | Краснознаменка, с.     | Поселення епохи пізньої бронзи (XIV—XIII ст. до н. е.), селище скіфського часу (VI—III ст. до н. е.) та черняхівської культури (друга чверть І тис. н. е.) Краснознаменка II (археол.) | археологія  |             |             |
| 236  | Краснознаменка, с.     | Курган І (археол.) | археологія  |             | курган      |
| 237  | Краснознаменка, с.     | Курган II Могила Острюга (археол.) | археологія  |             | курган      |
| 238  | Краснознаменка, с.     | Братська могила радянських воїнів (1943) (іст.) | історія     |             | (1941—1945) |
| 239  | Краснознаменка, с.     | Братська могила радянських воїнів (1943), пам'ятний знак полеглим землякам (1955, 1984) (іст.) | історія     |             | (1941—1945) |
| 240  | Краснознаменка, с.     | Братська могила учасників громадянської війни (1920) (іст.) | історія     |             | (1918—1921) |
| 241  | Краснознаменка, с.     | Місце поховання жертв Голодомору 1932—1933 рр. (іст.) | історія     |             | (1932—1933) |
| 242  | Краснознаменка, с.     | Місце поховання жертв Голодомору 1932—1933 рр. (іст.) | історія     |             | (1932—1933) |
| 243  | Краснознаменка, с.     | Могила Боцули Тимофія Федотовича (1920) (іст.) | історія     |             |             |
| 244  | Краснознаменка, с.     | Пам'ятний знак жертвам Голодомору 1932—1933 рр. (іст.) | історія     |             | (1932—1933) |
| 245  | Краснознаменка, с.     | Пам'ятний знак жертвам Голодомору 1932—1933 рр. (іст.) | історія     |             | (1932—1933) |
| 246  | Краснознаменка, с.     | Пам'ятник Дзержинському Феліксу Едмундовичу (1967) (іст.) | історія     |             |             |
| 247  | Кругле Озеро, с.       | Курганний могильник (археол.) | археологія  |             | курган      |
| 248  | Кругле Озеро, с.       | Курган, майдан (XVII — поч. XVIII ст.) (археол.) | археологія  |             | курган      |
| 249  | Кругле Озеро, с.       | Пам'ятний знак полеглим землякам (1968) (іст.) | історія     |             |             |
| 250  | Круглик, с.            | Братська могила радянських воїнів (1943), пам'ятний знак полеглим землякам (1956) (іст.) | історія     |             | (1941—1945) |
| 251  | Лисівка, с.            | Голотовщина — заповідне урочище місцевого значення (природа) | природа     |             |             |
| 252  | Лисівка, с.            | Липа дрібнолиста — ботанічна пам'ятка природи місцевого значення (природа) | природа     |             |             |
| 253  | Лисівка, с.            | Селище черняхівської культури (друга чверть І тис. н. е.) Лисівка І (археол.). | археологія  |             |             |
| 254  | Лисівка, с.            | Курган І (археол.) | археологія  |             | курган      |
| 255  | Лисівка, с.            | Курган II (археол.) | археологія  |             | курган      |
| 256  | Лисівка, с.            | Братська могила жертв нацизму (1941) (іст.) | історія     |             | (1941—1945) |
| 257  | Лисівка, с.            | Братська могила жертв нацизму (1941) (іст.) | історія     |             | (1941—1945) |
| 258  | Лисівка, с.            | Братська могила жертв нацизму (1943) (іст.) | історія     |             | (1941—1945) |
| 259  | Лисівка, с.            | Братська могила радянських воїнів (1943) (іст.) | історія     |             | (1941—1945) |
| 260  | Лисівка, с.            | Братська могила радянських воїнів (1941), пам'ятний знак полеглим землякам (1958) (іст.) | історія     |             | (1941—1945) |
| 261  | Лисівка, с.            | Могила Степаненка Григорія Івановича (1941) (іст.) | історія     |             |             |
| 262  | Лисівка, с.            | Могила Чорнобривця Івана Івановича (1941) (іст.) | історія     |             |             |
| 263  | Лисівка, с.            | Могила жертви нацизму Романенко Єфросинії Павлівни (1941) (іст.) | історія     |             |             |
| 264  | Лисівка, с.            | Могила Титова Олексія Олександровича (1943) (іст.) | історія     |             |             |
| 265  | Лисівка, с.            | Могили (7) радянських воїнів (1943) (іст.) | історія     |             |             |
| 266  | Лисівка, с.            | Пам'ятний знак жертвам Голодомору 1932—1933 рр. (іст.) | історія     |             | (1932—1933) |
| 267  | Лисівка, с.            | Пам'ятник Кострікову (Кірову) Сергію Мироновичу (1967) (іст.) | історія     |             |             |
| 268  | Лихопілля, с.          | Курган (археол.) | археологія  |             | курган      |
| 269  | Лихопілля, с.          | Пам'ятний знак жертвам Голодомору 1932—1933 рр. (іст.) | історія     |             | (1932—1933) |
| 270  | Лободине, с.           | Курган (археол.) | археологія  |             | курган      |
| 271  | Лободине, с.           | Братська могила радянських воїнів (1943), пам'ятний знак полеглим землякам (1957) (іст.) | історія     |             | (1941—1945) |
| 272  | Лютенька, с.           | Безвіднянське — заповідне урочище (природа) | природа     |             |             |
| 273  | Лютенька, с            | Селище черняхівської культури (друга чверть І тис. н. е.) Лютенька І (археол.) | археологія  |             |             |
| 274  | Лютенька, с            | Поселення доби бронзи, селища (місцезнаходження) черняхівської культури Лютенька II сліди (археол.). | археологія  |             |             |
| 275  | Лютенька, с            | Селища (місцезнаходження) черняхівської культури сліди Лютенька III (археол.). | археологія  |             |             |
| 276  | Лютенька, с            | Курганний могильник І (археол.) | археологія  |             | курган      |
| 277  | Лютенька, с            | Курганний могильник II (археол.) | археологія  |             | курган      |
| 278  | Лютенька, с            | Курган І (археол.) | археологія  |             | курган      |
| 279  | Лютенька, с            | Курган II (археол.) | археологія  |             | курган      |
| 280  | Лютенька, с            | Курган III (археол.) | археологія  |             | курган      |
| 281  | Лютенька, с            | Курган IV, майдан пізнє середньовіччя (археол.) | археологія  |             | курган      |
| 282  | Лютенька, с            | Курган V (археол.) | археологія  |             | курган      |
| 283  | Лютенька, с            | Братська могила жертв нацизму (1941—1943) (іст.) | історія     |             | (1941—1945) |
| 284  | Лютенька, с            | Братська могила жертв нацизму (1943) (іст.) | історія     |             | (1941—1945) |
| 285  | Лютенька, с            | Братська могила радянських воїнів (1943) (іст.) | історія     |             | (1941—1945) |
| 286  | Лютенька, с            | Братська могила радянських воїнів (1943) (іст.) | історія     |             | (1941—1945) |
| 287  | Лютенька, с            | Братська могила учасників громадянської війни (1920) (іст.) | історія     |             | (1918—1921) |
| 288  | Лютенька, с.           | Братська могила учасників громадянської війни (1918—1922), радянських воїнів (1943), жертв нацизму (1941—1943), пам'ятний знак на честь полеглих воїнів-земляків (1957, 1983) (іст.) | історія     |             | (1941—1945) |
| 289  | Лютенька, с.           | Земської лікарні будинок (1903) (іст.) | історія     |             |             |
| 290  | Лютенька, с            | Місце садиби родини Христового Леонтія Остаповича (іст) | історія     |             |             |
| 291  | Лютенька, с            | Могила кобзаря Гузя Петра Івановича (1959) (іст.) | історія     |             |             |
| 292  | Лютенька, с            | Могила радянського воїна (1943) (іст.) | історія     |             | (1941—1945) |
| 293  | Лютенька, с            | Могила Савченка Івана Федоровича (2001) (іст.) | історія     |             |             |
| 294  | Лютенька, с            | Могила Скаженик Ганни Мелентіївни (2006) (іст.) | історія     |             |             |
| 295  | Лютенька, с            | Могила радянського воїна (1943) (іст.) | історія     |             | (1941—1945) |
| 296  | Лютенька, с            | Могила радянського воїна (1943) (іст.) | історія     |             | (1941—1945) |
| 297  | Лютенька, с.           | Могила радянського воїна (1943) (іст.) | історія     |             | (1941—1945) |
| 298  | Лютенька, с.           | Могила радянського воїна (1943) (іст.) | історія     |             | (1941—1945) |
| 299  | Лютенька, с            | Пам'ятна дошка на честь Засядька Олександра Дмитровича (іст.) | історія     |             |             |
| 300  | Лютенька, с            | Пам'ятний знак жертвам Голодомору 1932—1933 рр. (іст.) | історія     |             | (1932—1933) |
| 301  | Лютенька, с            | Пам'ятний знак Засядьку Олександру Дмитровичу (2009) (іст.) | історія     |             |             |
| 302  | Лютенька, с            | Пам'ятний знак на честь воїнів 373-ї Миргородської Червонопрапорної стрілецької дивізії (1943) (іст.) | історія     |             |             |
| 303  | Лютенька, с            | Памятник Величаю Михайлу Лукичу (1970, 1992) (іст.) | історія     |             |             |
| 304  | Лютенька, с            | Пам'ятник Ульянову (Леніну) Володимиру Іллічу (1967) (іст.) | історія     |             | ленін       |
| 305  | Лютенька, с            | Церква Успіння Пресвятої Богородиці (Успенська церква) (1686) (археол., іст., архітектура) | археологія  | історія     | церква      |
| 306  | Лютенька, с.           | Церковно-приходської школи будинок (1900) (іст., архітектура) | історія     | архітектура | церква      |
| 307  | Лютенька, с.           | Школи міністерської будинок (1907) (іст., архітектура) | історія     | архітектура |             |
| 308  | Максимівка, с.         | Дуб черешчатий — ботанічна пам'ятка природи місцевого значення (природа) | природа     |             | дуби        |
| 309  | Максимівка, с.         | Дубова алея — ботанічна пам'ятка природи місцевого значення (природа) | природа     |             | дуби        |
| 310  | Максимівка, с.         | Могила Ярошенко Оксани Василівни (1921) (іст.) | історія     |             |             |
| 311  | Максимівка, с.         | Пам'ятний знак жертвам Голодомору 1932—1933 рр. (іст.) | історія     |             | (1932—1933) |
| 312  | Максимівка, с.         | Садиба Кривошеїна Аполлона Костянтиновича (іст., архітектура) | історія     | архітектура |             |
| 313  | Мала Обухівка, с.      | Курганний могильник (археол.) | археологія  |             | курган      |
| 314  | Мала Обухівка, с.      | Курган І (археол.) | археологія  |             | курган      |
| 315  | Мала Обухівка, с.      | Курган II (археол.) | археологія  |             | курган      |
| 316  | Мала Обухівка, с.      | Майдан (археол.) | археологія  |             | майдан      |
| 317  | Мала Обухівка, с.      | Братська могила жертв нацизму (1941) (іст.) | історія     |             | (1941—1945) |
| 318  | Мала Обухівка, с.      | Місце поховання жертв Голодомору 1932—1933 рр. (іст.) | історія     |             | (1932—1933) |
| 319  | Мала Обухівка, с.      | Могила жертви війни (1943) (іст.) | історія     |             | (1941—1945) |
| 320  | Мала Обухівка, с.      | Могила Щербаня Олексія Марковича (1941) (іст.) | історія     |             |             |
| 321  | Мала Обухівка, с.      | Пам'ятний знак полеглим землякам (1968) (іст.) | історія     |             |             |
| 322  | Мала Побиванка, с.     | Курганний могильник І (археол.) | археологія  |             | курган      |
| 323  | Мала Побиванка, с.     | Курганний могильник II (археол.) | археологія  |             | курган      |
| 324  | Мала Побиванка, с.     | Курган (археол.) | археологія  |             | курган      |
| 325  | Мала Побиванка, с.     | Могила радянського воїна (1943) (іст.) | історія     |             | (1941—1945) |
| 326  | Мала Побиванка, с.     | Пам'ятний знак жертвам Голодомору 1932—1933 рр. (іст.) | історія     |             | (1932—1933) |
| 327  | Малі Будища, с.        | Місце розташування Миколаївського Красногірського Гадяцького монастиря, пункт Малі Будища І (археол.) | археологія  |             |             |
| 328  | Малі Будища, с.        | Братська могила радянських воїнів (1943), пам'ятний знак полеглим землякам (1958) (іст.) | історія     |             | (1941—1945) |
| 329  | Мартинівка, с.         | Братська могила радянських воїнів (1943) (іст.) | історія     |             | (1941—1945) |
| 330  | Мартинівка, с.         | Братська могила радянських воїнів (1943), пам'ятний знак полеглим воїнам-землякам (1958) (іст.) | історія     |             |             |
| 331  | Мартинівка, с.         | Пам'ятний знак жертвам Голодомору 1932—1933 рр. (іст.) | історія     |             | (1932—1933) |
| 332  | Миколаївка, с.         | Могила Тальникова Пантелеймона Івановича (1943) (іст.) | історія     |             |             |
| 333  | Миколаївка, с.         | Пам'ятний знак жертвам Голодомору 1932—1933 рр. (іст.) | історія     |             | (1932—1933) |
| 334  | Млини, с.              | Братська могила радянських воїнів (1943), пам'ятний знак полеглим землякам (1958) (іст.) | історія     |             | (1941—1945) |
| 335  | Млини, с.              | Пам'ятний знак жертвам Голодомору 1932—1933 рр. (іст.) | історія     |             | (1932—1933) |
| 336  | Могилатів, с.          | Курганний могильник (археол.) | археологія  |             | курган      |
| 337  | Могилатів, с.          | Братська могила радянських воїнів (1943), могила Чернишова А. С. (1943) (іст.) | історія     |             |             |
| 338  | Новий Виселок, с.      | Курганний могильник (археол.) | археологія  |             | курган      |
| 339  | Новий Виселок, с.      | Курган І (археол.) | археологія  |             | курган      |
| 340  | Новий Виселок, с.      | Курган II (археол.) | археологія  |             | курган      |
| 341  | Новий Виселок, с.      | Пам'ятний знак полеглим землякам (1967) (іст.) | історія     |             |             |
| 342  | Новоселівка, с.        | Братська могила радянських воїнів (1943), пам'ятний знак полеглим землякам (1956) (іст.) | історія     |             | (1941—1945) |
| 343  | Осняги, с.             | Пам'ятний знак полеглим землякам (1984) (іст.) | історія     |             |             |
| 344  | Островерхівка, с.      | Пам'ятний знак полеглим землякам (1984) (іст.) | історія     |             |             |
| 345  | Педоричі, с.           | Курганний могильник (археол.) | археологія  |             | курган      |
| 346  | Педоричі, с.           | Курган (археол.) | археологія  |             | курган      |
| 347  | Педоричі, с.           | Могила радянського воїна (1943) (іст.) | історія     |             | (1941—1945) |
| 348  | Перевіз, с.            | Курганний могильник, майдан (археол.) | археологія  |             | курган      |
| 349  | Перевіз, с.            | Братська могила радянських воїнів (1943), пам'ятний знак полеглим землякам (1958) (іст.) | історія     |             | (1941—1945) |
| 350  | Петрівка-Роменська, с. | Забрід — заповідне урочище місцевого значення (природа) | природа     |             |             |
| 351  | Петрівка-Роменська, с. | Курган (археол.) | археологія  |             | курган      |
| 352  | Петрівка-Роменська, с. | Братська могила червоноармійців (1919) (іст.) | історія     |             | (1918—1921) |
| 353  | Петрівка-Роменська, с. | Братські могили (3) радянських воїнів (1943) (іст.) | історія     |             | (1941—1945) |
| 354  | Петрівка-Роменська, с. | Місце розстрілу жертв нацизму (1941—1943) (іст.) | історія     |             | (1941—1945) |
| 355  | Петрівка-Роменська, с. | Пам'ятний знак жертвам Голодомору 1932—1933 рр. (іст.) | історія     |             | (1932—1933) |
| 356  | Петрівка-Роменська, с. | Пам'ятний знак полеглим землякам (1958) (іст.) | історія     |             |             |
| 357  | Петрівка-Роменська, с. | Пам'ятник Пигиді Миколі Євстафійовичу (іст.) | історія     |             |             |
| 358  | Писарівщина, с.        | Місце поховання жертв Голодомору 1932—1933 рр. (іст.) | історія     |             | (1932—1933) |
| 359  | Писарівщина, с.        | Могила Сіренького Данила Лукича та Сіренького Юхима Лукича (1921) (іст.) | історія     |             |             |
| 360  | Плішивець, с.          | Великий ліс — ботанічний заказник місцевого значення (природа) | природа     |             |             |
| 361  | Плішивець, с.          | Селище ранньослов'янського часу (V—VII ст. н. е.), козацької доби (другої пол. XVII—XVIII ст.) Плішивець І (археол.) | археологія  |             |             |
| 362  | Плішивець, с.          | Селище скіфської доби (VI—IV ст. до н. е.) та козацької доби (XVII—XVIII ст.) Плішивець II (археол.) | археологія  |             |             |
| 363  | Плішивець, с.          | Братська могила учасників громадянської війни (1924), радянських воїнів (1941, 1943), пам'ятний знак полеглим землякам (1961) (іст.) | історія     |             | (1941—1945) |
| 364  | Плішивець, с.          | Будинок, у якому на конспіративній квартирі жив Степаненко Василь Михайлович (1941) (іст.) | історія     |             |             |
| 365  | Плішивець, с.          | Місце будинку, в якому була конспіративна квартира Кондратенка Степана Федоровича (1976) (іст.) | історія     |             |             |
| 366  | Плішивець, с.          | Пам'ятний знак жертвам Голодомору 1932—1933 рр. (іст.) | історія     |             | (1932—1933) |
| 367  | Плішивець, с.          | Церква в ім'я Покрови Пресвятої Богородиці (1902—1906) (архітектура) | архітектура |             | церква      |
| 368  | Рашівка, с.            | Рашівський — ландшафтний заказник місцевого значення (природа) | природа     |             |             |
| 369  | Рашівка, с.            | Стоянка, ур. Хендри (доба неоліту, V—III тис. до н. е.), поселення епохи бронзи, селище (ранньослов'янський час, V—VI ст.) Рашівка І (археол.) | археологія  |             |             |
| 370  | Рашівка, с.            | Сліди поселення доби бронзи (II тис. до н. е.), селище черняхівської культури (друга чверть І тис. н. е.), ранньослов'янського часу (друга половина І тис. н. е.) Рашівка II (археол.) | археологія  |             |             |
| 371  | Рашівка, с.            | Селище черняхівської культури (друга чверть І тис. н. е.) Рашівка III (археол.). | археологія  |             |             |
| 372  | Рашівка, с.            | Сліди селища черняхівської культури (друга чверть І тис. н. е.) Рашівка IV (археол.) | археологія  |             |             |
| 373  | Рашівка, с.            | Поселення доби пізньої бронзи (друга половина II тис. до н. е.) Рашівка V (археол.) | археологія  |             |             |
| 374  | Рашівка, с.            | Поселення доби пізньої бронзи (друга половина II тис. до н. е.), селище черняхівської культури (друга чверть І тис. н. е.) Рашівка VI (археол.) | археологія  |             |             |
| 375  | Рашівка, с.            | Стійбища доби пізньої бронзи сліди Рашівка VII (археол.) | археологія  |             |             |
| 376  | Рашівка, с.            | Укріплення сотенного містечка Рашівка (Рашава, Рашавка) козацького часу (XVII—XVIII ст.) Рашівка VIII (археол.) | археологія  |             |             |
| 377  | Рашівка, с.            | Курганний могильник (археол.) | археологія  |             | курган      |
| 378  | Рашівка, с.            | Курган І, майдан, XVII — поч. XVIII ст. (археол.) | археологія  |             | курган      |
| 379  | Рашівка, с.            | Курган II (археол.) | археологія  |             | курган      |
| 380  | Рашівка, с.            | Курган III (археол.) | археологія  |             | курган      |
| 381  | Рашівка, с.            | Курган IV Шведська Могила (археол.) | археологія  |             | курган      |
| 382  | Рашівка, с.            | Курган V (археол.) | археологія  |             | курган      |
| 383  | Рашівка, с.            | Братська могила жертв нацизму (1941) (іст.) | історія     |             | (1941—1945) |
| 384  | Рашівка, с.            | Братська могила радянських воїнів, партизанів, жертв фашизму (1943) (іст.) | історія     |             | (1941—1945) |
| 385  | Рашівка, с.            | Місце поховання жертв Голодомору 1932—1933 рр. (іст.) | історія     |             | (1932—1933) |
| 386  | Рашівка, с.            | Могила радянського воїна (1943) (іст.) | історія     |             | (1941—1945) |
| 387  | Рашівка, с.            | Могила Кучми Михайла Федоровича (1943) (іст.) | історія     |             |             |
| 388  | Рашівка, с.            | Могила Сімінько Меланії Никифорівни (2002) (іст.) | історія     |             |             |
| 389  | Рашівка, с.            | Пам'ятний знак жертвам Голодомору 1932—1933 рр. (іст.) | історія     |             | (1932—1933) |
| 390  | Рашівка, с.            | Пам'ятний знак полеглим землякам (1958) (іст.) | історія     |             |             |
| 391  | Рашівка, с.            | Пам'ятний знак учасникам громадянської війни (1967) (іст.) | історія     |             |             |
| 392  | Рашівка, с.            | Училища міністерського будинок (1874) (іст.) | історія     |             |             |
| 393  | Римарівка, с.          | Дуб черешчатий — ботанічна пам'ятка природи місцевого значення (природа) | природа     |             | дуби        |
| 394  | Римарівка, с.          | Курган І (археол.) | археологія  |             | курган      |
| 395  | Римарівка, с.          | Курган II (археол.) | археологія  |             | курган      |
| 396  | Римарівка, с.          | Братська могила радянських воїнів (1943), пам'ятний знак полеглим землякам (1959) (іст.) | історія     |             | (1941—1945) |
| 397  | Римарівка, с.          | Братська могила учасників громадянської війни (1921) (іст.) | історія     |             | (1918—1921) |
| 398  | Римарівка, с.          | Місце поховання жертв Голодомору 1932—1933 рр. (іст.) | історія     |             | (1932—1933) |
| 399  | Римарівка, с.          | Могила Литовки Івана Федоровича (1942) (іст.) | історія     |             |             |
| 400  | Римарівка, с.          | Могила Полуношного Олександра Олексійовича (1984) (іст.) | історія     |             |             |
| 401  | Римарівка, с.          | Пам'ятний знак жертвам Голодомору 1932—1933 рр. (іст.) | історія     |             | (1932—1933) |
| 402  | Римарівка, с.          | Церква в ім'я Покрова Пресвятої Богородиці (1903—1906) (іст.) | історія     |             | церква      |
| 403  | Розбишівка, с.         | Шпакове — заповідне урочище (природа) | природа     |             |             |
| 404  | Розбишівка, с.         | Братська могила радянських воїнів (1943), пам'ятний знак полеглим землякам (1965, 1995) (іст.) | історія     |             | (1941—1945) |
| 405  | Розбишівка, с.         | Пам'ятний знак жертвам Голодомору 1932—1933 рр. (іст.) | історія     |             | (1932—1933) |
| 406  | Рудиків, X.            | Пам'ятний знак полеглим землякам (1973) (іст.) | історія     |             |             |
| 407  | Ручки, с.              | Ґрунтовий могильник (?) черняхівської культури (друга чверть І тис. н. е.), могильник І (археол.). | археологія  |             |             |
| 408  | Ручки, с.              | Братська могила радянських воїнів (1943) (іст.) | історія     |             | (1941—1945) |
| 409  | Ручки, с.              | Братська могила учасників громадянської війни (1919) (іст.) | історія     |             | (1918—1921) |
| 410  | Ручки, с.              | Пам'ятний знак жертвам Голодомору 1932—1933 pp. (іст.) | історія     |             | (1932—1933) |
| 411  | Ручки, с.              | Пам'ятний знак полеглим землякам (1965) (іст.) | історія     |             |             |
| 412  | Ручки, с.              | Пам'ятник Ульянову (Леніну) Володимиру Іллічу (1959) (іст.) | історія     |             | ленін       |
| 413  | Сари, с.               | Жуківщина — ботанічний заказник місцевого значення (природа) | природа     |             |             |
| 414  | Сари, с.               | Липа — ботанічна пам'ятка природи місцевого значення (природа) | природа     |             |             |
| 415  | Сари, с.               | Саранчина долина — ботанічний заказник місцевого значення (природа) | природа     |             |             |
| 416  | Сари, с.               | Городище, селище та курганний могильник (?) ранньослов'янського і давньоруського часів (VIII—XIII ст.), селище козацької доби (XVII—XVIII ст.) Сари І (археол.) | археологія  |             |             |
| 417  | Сари, с.               | Стоянка (доба неоліту, V—III тис. до н. е.), поселення (епоха бронзи, II тис. до н. е.), селище (скіфський час, VII—IV ст. до н. е.) Сари II (археол.) | археологія  |             |             |
| 418  | Сари, с.               | Братська могила радянських воїнів 1943 (іст.) | історія     |             | (1941—1945) |
| 419  | Сари, с.               | Могила Чеснєйшого Георгія Павловича, священика (1960) (іст.) | історія     |             |             |
| 420  | Сари, с.               | Могили (3) активістів села (1925, 1936, 1937) (іст.) | історія     |             |             |
| 421  | Сари, с.               | Пам'ятний знак жертвам Голодомору 1932—1933 pp. (2006) (іст.) | історія     |             | (1932—1933) |
| 422  | Сари, с.               | Пам'ятний знак жертвам Голодомору 1932—1933 pp. (іст.) | історія     |             | (1932—1933) |
| 423  | Сари, с.               | Пам'ятний знак землякам, учасникам російсько-японської війни 1904—1905 pp. (1912, 1988) (іст.) | історія     |             |             |
| 424  | Сари, с.               | Пам'ятний знак полеглим землякам (1957) (іст.) | історія     |             |             |
| 425  | Сари, с.               | Пам'ятний знак полеглим землякам (1946) (іст.) | історія     |             |             |
| 426  | Сари, с.               | Церква в ім'я Покрова Пресвятої Богородиці (1894—1895) (архіт., іст.) | архітектура | історія     | церква      |
| 427  | Сватки, с.             | Лагузин яр — заповідне урочище місцевого значення (природа) | природа     |             |             |
| 428  | Сватки, с.             | Братська могила радянських воїнів (1943), пам'ятний знак полеглим землякам (1951, 1987) (іст.) | історія     |             |             |
| 429  | Сватки, с.             | Пам'ятний знак жертвам Голодомору 1932—1933 pp. (іст.) | історія     |             | (1932—1933) |
| 430  | Сватки, с.             | Пам'ятник Посю Федоту Федоровичу (іст.) | історія     |             |             |
| 431  | Середняки, с.          | Курганний могильник Сторожові Могили (археол.) | археологія  |             | курган      |
| 432  | Середняки, с.          | Братська могила радянських воїнів (1943), пам'ятний знак полеглим землякам (1964) (іст.) | історія     |             | (1941—1945) |
| 433  | Середняки, с.          | Будинок земського училища (1894) (іст.) | історія     |             |             |
| 434  | Середняки, с.          | Пам'ятний знак жертвам Голодомору 1932—1933 pp. (іст.) | історія     |             | (1932—1933) |
| 435  | Середняки, с.          | Пам'ятник Пешкову Олексію Максимовичу (Максиму Горькому) (ІСТ.) | історія     |             |             |
| 436  | Солдатове, с.          | Курганний могильник (археол.) | археологія  |             | курган      |
| 437  | Солдатове, с.          | Пам'ятний знак полеглим землякам (1969) (іст.) | історія     |             |             |
| 438  | Соснівка, с.           | Пісоцько-Конькове — ландшафтний заказник місцевого значення природа) | природа     |             |             |
| 439  | Соснівка, с.           | Терновий кущ — ботанічний заказник місцевого значення (природа) | природа     |             |             |
| 440  | Соснівка, с.           | Терновий кущ — заповідне урочище (природа) | природа     |             |             |
| 441  | Соснівка, с.           | Стійбища доби бронзи сліди Соснівка І (археол.) | археологія  |             |             |
| 442  | Соснівка, с.           | Стійбища раннього залізного віку (?) сліди Соснівка II (археол.) | археологія  |             |             |
| 443  | Соснівка, с.           | Стійбища доби бронзи (?) сліди Соснівка III (археол.) | археологія  |             |             |
| 444  | Соснівка, с.           | Братська могила радянських воїнів (1943), пам'ятний знак полеглим землякам (1955, 1974) (іст.) | історія     |             | (1941—1945) |
| 445  | Соснівка, с.           | Могила Мисюри Володимира Миколайовича (1989) (іст.) | історія     |             |             |
| 446  | Соснівка, с.           | Могила Приходька Костянтина Михайловича (1982) (іст.) | історія     |             |             |
| 447  | Соснівка, с.           | Пам'ятний знак жертвам Голодомору 1932—1933 рр. (іст.) | історія     |             | (1932—1933) |
| 448  | Соснівка, с.           | Пам'ятний знак жертвам Голодомору 1932—1933 рр. (іст.) | історія     |             | (1932—1933) |
| 449  | Тепле, с.              | Курганний могильник І (археол.) | археологія  |             | курган      |
| 450  | Тепле, с.              | Курганний могильник II (археол.) | археологія  |             | курган      |
| 451  | Тепле, с.              | Курган І (археол.) | археологія  |             | курган      |
| 452  | Тепле, с.              | Курган II Могила Шведська (майдан?) (археол.) | археологія  |             | курган      |
| 453  | Тепле, с.              | Курган III (археол.) | археологія  |             | курган      |
| 454  | Тепле, с.              | Братська могила радянських воїнів (1943), пам'ятний знак полеглим землякам (1957) (іст.) | історія     |             | (1941—1945) |
| 455  | Тепле, с.              | Пам'ятник Ульянову (Леніну) Володимиру Іллічу (1979) (іст.) | історія     |             | ленін       |
| 456  | Тимофіївка, с.         | Садиба — комплексна пам'ятка природи місцевого значення (природа) | природа     |             |             |
| 457  | Тимофіївка, с.         | Дуб черешчатий (природа) | природа     |             | дуби        |
| 458  | Тимофіївка, с.         | Група майданів, пізнє середньовіччя (археол.) | археологія  |             |             |
| 459  | Тимофіївка, с.         | Братська могила активістів села та радянського воїна (1943), пам'ятний знак полеглим воїнам-землякам (1969) (іст.) | історія     |             | (1941—1945) |
| 460  | Тимофіївка, с.         | Пам'ятний знак жертвам Голодомору 1932—1933 рр. (2008) (іст.) | історія     |             | (1932—1933) |
| 461  | Харківці, с.           | Братська могила радянських воїнів, пам'ятний знак полеглим землякам (1943, 1957) (іст.) | історія     |             | (1941—1945) |
| 462  | Харківці, с.           | Братська могила учасників громадянської війни (1919, 1921, 1933) (іст.) | історія     |             | (1918—1921) |
| 463  | Харківці, с.           | Будинок земського початкового училища (1894) (іст.) | історія     |             |             |
| 464  | Харківці, с.           | Місце поховання жертв Голодомору 1932—1933 рр. (іст.) | історія     |             | (1932—1933) |
| 465  | Харківці, с.           | Могила Яцуна Миколи Михайловича (1951) (іст.) | історія     |             |             |
| 466  | Харківці, с.           | Пам'ятний знак жертвам Голодомору 1932—1933 рр. (іст.) | історія     |             | (1932—1933) |
| 467  | Харківці, с.           | Пам'ятник Чапаєву Василю Івановичу (1967) (іст.) | історія     |             |             |
| 468  | Харківці, с.           | Церква Різдва Пресвятої Богородиці (1889) (архітектура) | архітектура |             | церква      |
| 469  | Хитці, с.              | Болото Моховате — гідрологічний заказник місцевого значення (природа) | природа     |             |             |
| 470  | Хитці, с.              | Дуб черешчатий — ботанічна пам'ятка природи місцевого значення (природа) | природа     |             | дуби        |
| 471  | Хитці, с.              | Зозулинцеві Луки — ботанічний заказник місцевого значення (природа) | природа     |             |             |
| 472  | Хитці, с.              | Курганний могильник Могили Вошивої (археол.) | археологія  |             | курган      |
| 473  | Хитці, с.              | Братська могила жертв війни (1943) (іст.) | історія     |             | (1941—1945) |
| 474  | Хитці, с.              | Братська могила радянських воїнів, партизанів (1943), пам'ятний знак полеглим воїнам-землякам (1978) (іст.) | історія     |             | (1941—1945) |
| 475  | Хитці, с.              | Залізничниці насип (1914—1915) (техніка) | Техніка     |             |             |
| 476  | Хитці, с.              | Місце поховання жертв Голодомору 1932—1933 рр. (іст.) | історія     |             | (1932—1933) |
| 477  | Хитці, с.              | Могила Шиш Ганни Іванівни (2010) (іст.) | історія     |             |             |
| 478  | Хитці, с.              | Церкви Іоанно-Богословської місце (іст.) | історія     |             | церква      |
| 479  | Цимбалове, с.          | Курган І (археол.) | археологія  |             | курган      |
| 480  | Цимбалове, с.          | Курган II (археол.) | археологія  |             | курган      |
| 481  | Ціпки, с.              | Курганний могильник І (археол.) | археологія  |             | курган      |
| 482  | Ціпки, с.              | Курганний могильник II, майдан III (XVII — поч. XVIII ст.) (археол.) | археологія  |             | курган      |
| 483  | Ціпки, с.              | Курганний могильник III, майдан II (XVII — поч. XVIII ст.) (археол.) | археологія  |             | курган      |
| 484  | Ціпки, с.              | Курганний могильник IV, майдан І (XVII — поч. XVIII ст.) (археол.) | археологія  |             | курган      |
| 485  | Ціпки, с.              | Курганний могильник V (археол.) | археологія  |             | курган      |
| 486  | Ціпки, с.              | Братська могила радянських воїнів (1943) (іст.) | історія     |             | (1941—1945) |
| 487  | Ціпки, с.              | Меморіальний комплекс: пам'ятний знак полеглим землякам (1957), пам'ятник-погруддя Ватутіну Миколі Федоровичу (1957) (іст.) | історія     |             |             |
| 488  | Ціпки, с.              | Могила Шанька Григорія Андрійовича (іст.) | історія     |             |             |
| 489  | Ціпки, с.              | Церква Різдва Пресвятої Богородиці (іст., архітектура) | історія     |             | церква      |
| 490  | Червоний Кут, с.       | Гнилуша — заповідне урочище місцевого значення (природа) | природа     |             |             |
| 491  | Червоний Кут, с.       | Братська могила радянських воїнів (1943) (іст.) | історія     |             | (1941—1945) |
| 492  | Шадурка, с.            | Могила Колісника Олександра Борисовича (1984) (іст.) | історія     |             |             |
| 493  | Юр'ївка, с.            | Курган І (археол.) | археологія  |             | курган      |
| 494  | Юр'ївка, с.            | Курган II (археол.) | археологія  |             | курган      |
| 495  | Юр'ївка, с.            | Курган III (археол.) | археологія  |             | курган      |